# Omiltemikatoenstaartkonijn
Het omiltemikatoenstaartkonijn (Sylvilagus insonus)  is een zoogdier uit de familie van de hazen en konijnen (Leporidae). De wetenschappelijke naam van de soort werd voor het eerst geldig gepubliceerd door Nelson in 1904.

## Voorkomen

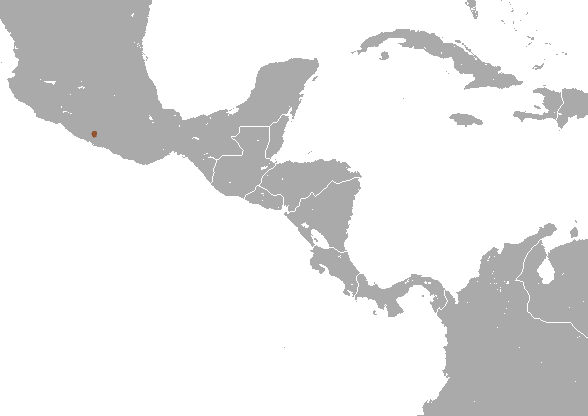
Verspreidingskaart

De soort komt voor in Mexico.